# Schloss Koppitz

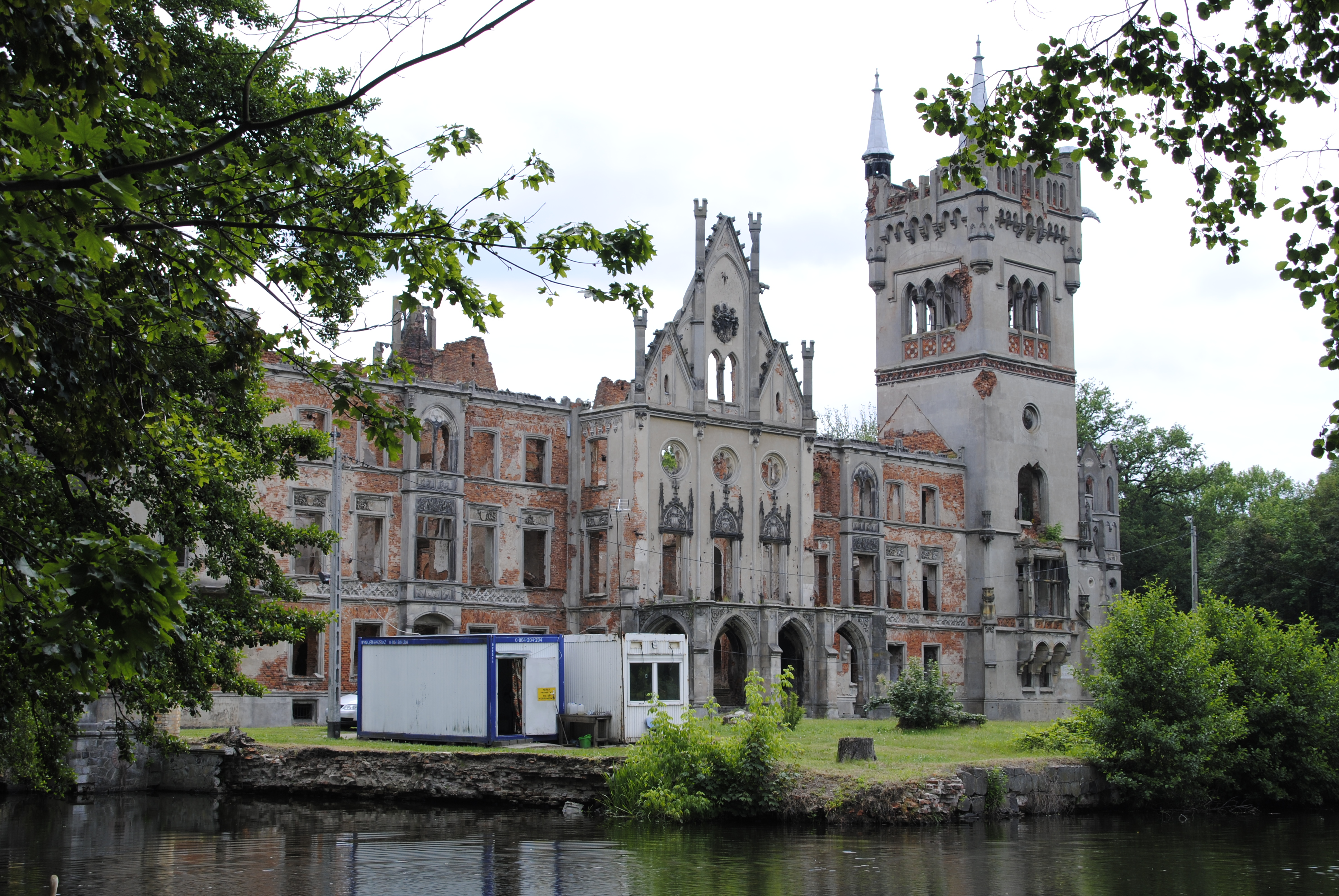
Die Ruine des Schlosses Koppitz 2019

Das Schloss Koppitz (poln. Pałac w Kopicach, 1936–1945 Schwarzengrund) steht in der Ortschaft Kopice (dt. Koppitz), die heute zur Gemeinde Grodków/Grottkau der Woiwodschaft Oppeln in Polen gehört. Es ist seit 1958 durch Brand und Vandalismus zur Ruine geworden. Als Adelssitz geht es bis auf das Mittelalter zurück, wurde im 19. Jahrhundert im Neogotik- und Neorenaissance-Stil (mit Tudor-Elementen) umgestaltet und aufwendig als Residenzschloss ausgebaut. Es war der Familiensitz des Montanindustriellen Hans Ulrich von Schaffgotsch und seiner Ehefrau Johanna von Schaffgotsch.

## Geschichte

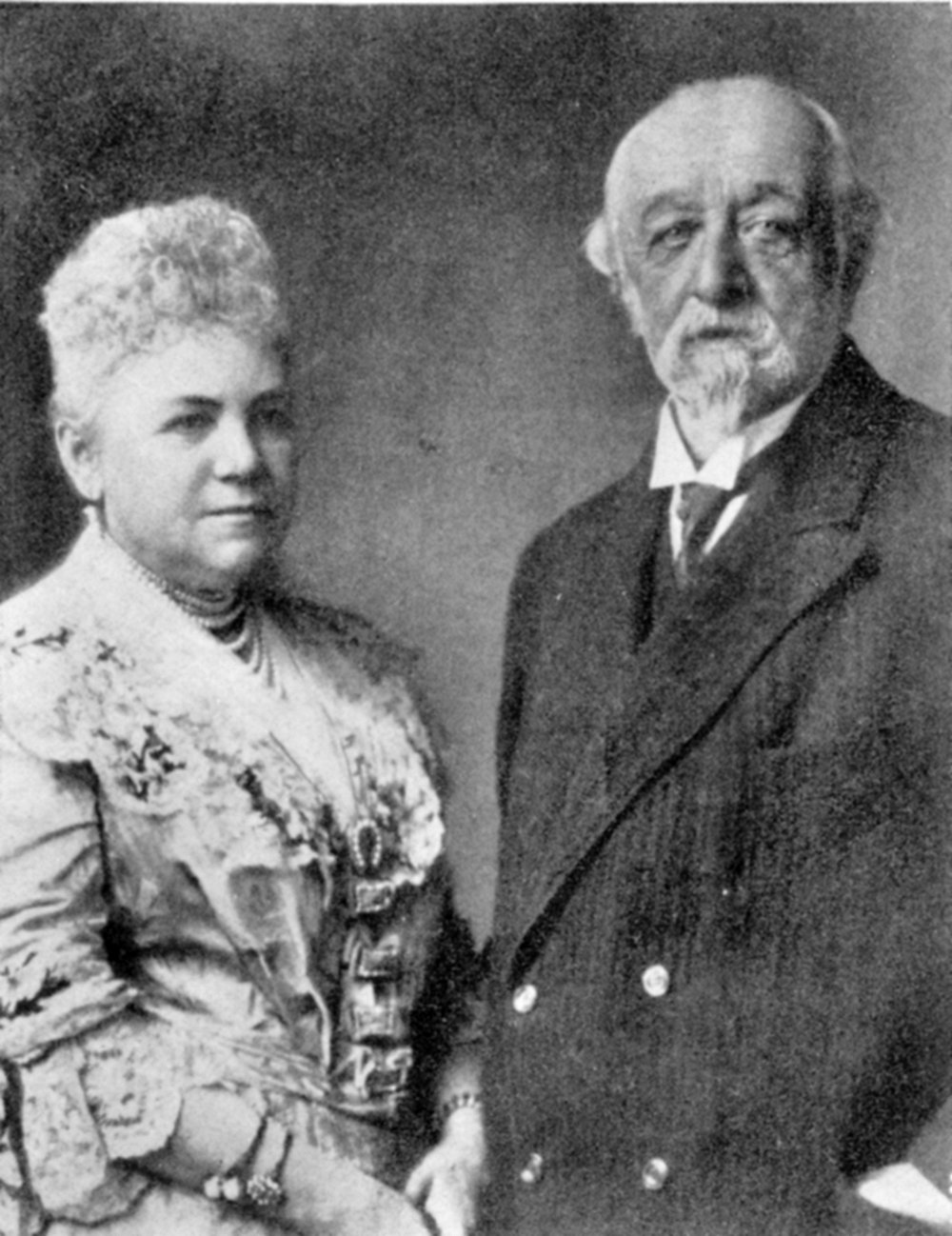
Ehepaar Schaffgotsch

### Vorgeschichte
Von 1360 an gehörte Koppitz der Familie von Borsnitz, dann war es in den Händen der Familie von Beess (seit 1450). Im Jahre 1534 ging es in den Besitz eines Kanonikers der Kathedrale in Breslau, Baltzar von Neckern, über. Es folgten unter anderen Hans Heinrich Heymann von Rosenthal, Gottfried von Spaetgen und seit 1751 die schlesische Adelsfamilie von Sierstorpff. Das Rittergut wurde in ein Residenzschloss umgewandelt und im Jahr 1783 im klassizistischen Stil umgebaut, der Entwurf stammte von dem Architekten Hans Rudolph aus Oppeln.

### Besitz der Familie von Schaffgotsch
Im Jahr 1859 wurde es von Hans Ulrich von Schaffgotsch und seiner Frau Johanna Gryzik von Schomberg-Godulla gekauft und in den Jahren bis 1864 durch den Architekten Carl Johann Lüdecke aus Breslau zu ihrem herrschaftlichen Wohnsitz umgestaltet und ausgebaut.
Wie man bis vor kurzem glaubte, war der Erbauer des Schlosses nicht Carl Johann Lüdecke selbst, sondern Constanty Heidenreich und Richard Young.
Nach dieser aufwendigen Umgestaltung in eklektizistischem Stil hatte es den Charakter eines Märchenschlosses. Es verwies auf das Schicksal der Hausherrin, das ja auch märchenhaft war. Es war die Geschichte des „schlesischen Aschenputtels“ Johanna Gryzik, das als kleines Mädchen von dem kinderlosen Montanindustriellen Karl Godulla adoptiert worden war und 1848 als Kind sein großes Vermögen geerbt hatte.

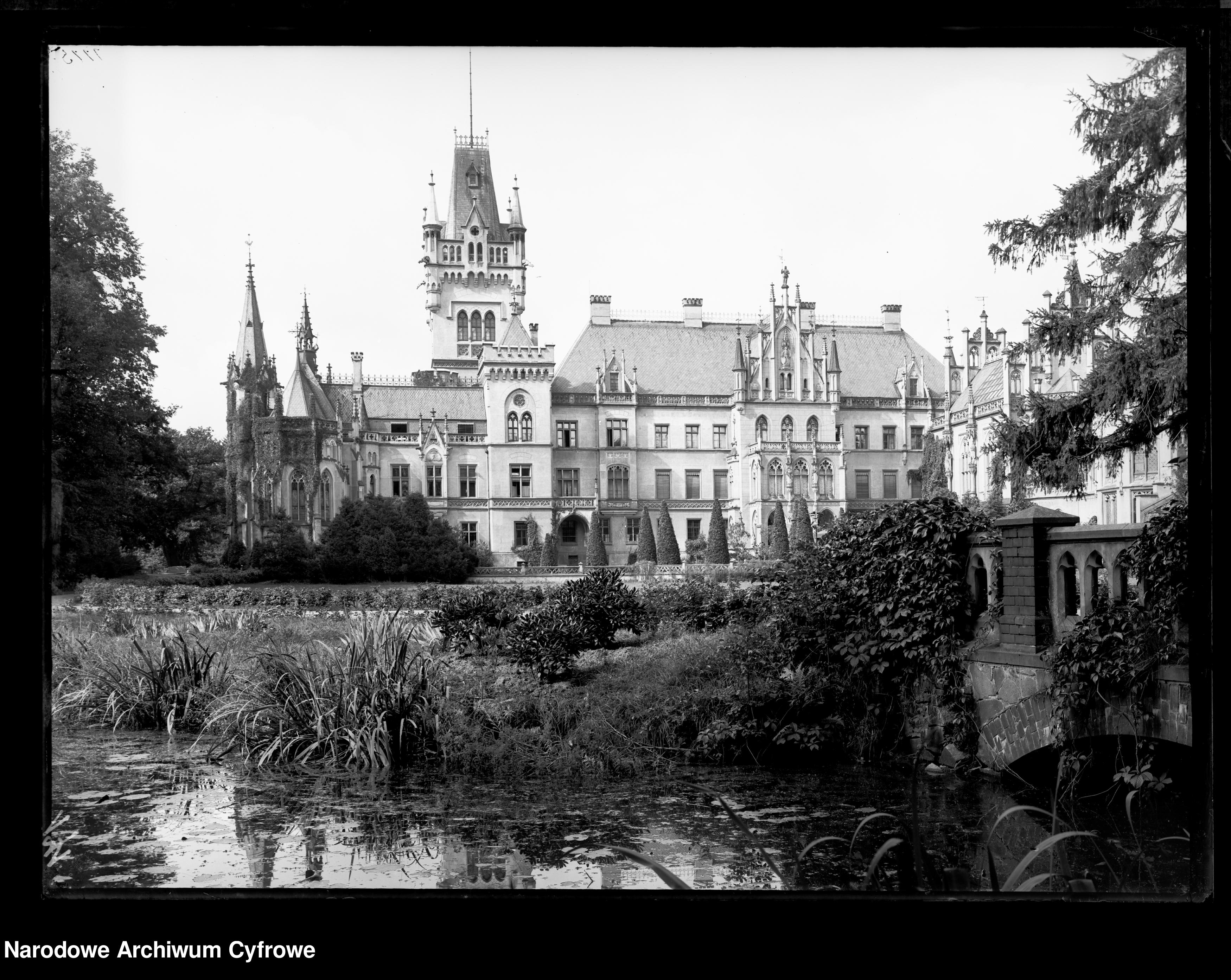
Ostseite des Schlosses – Aufnahme vor 1945
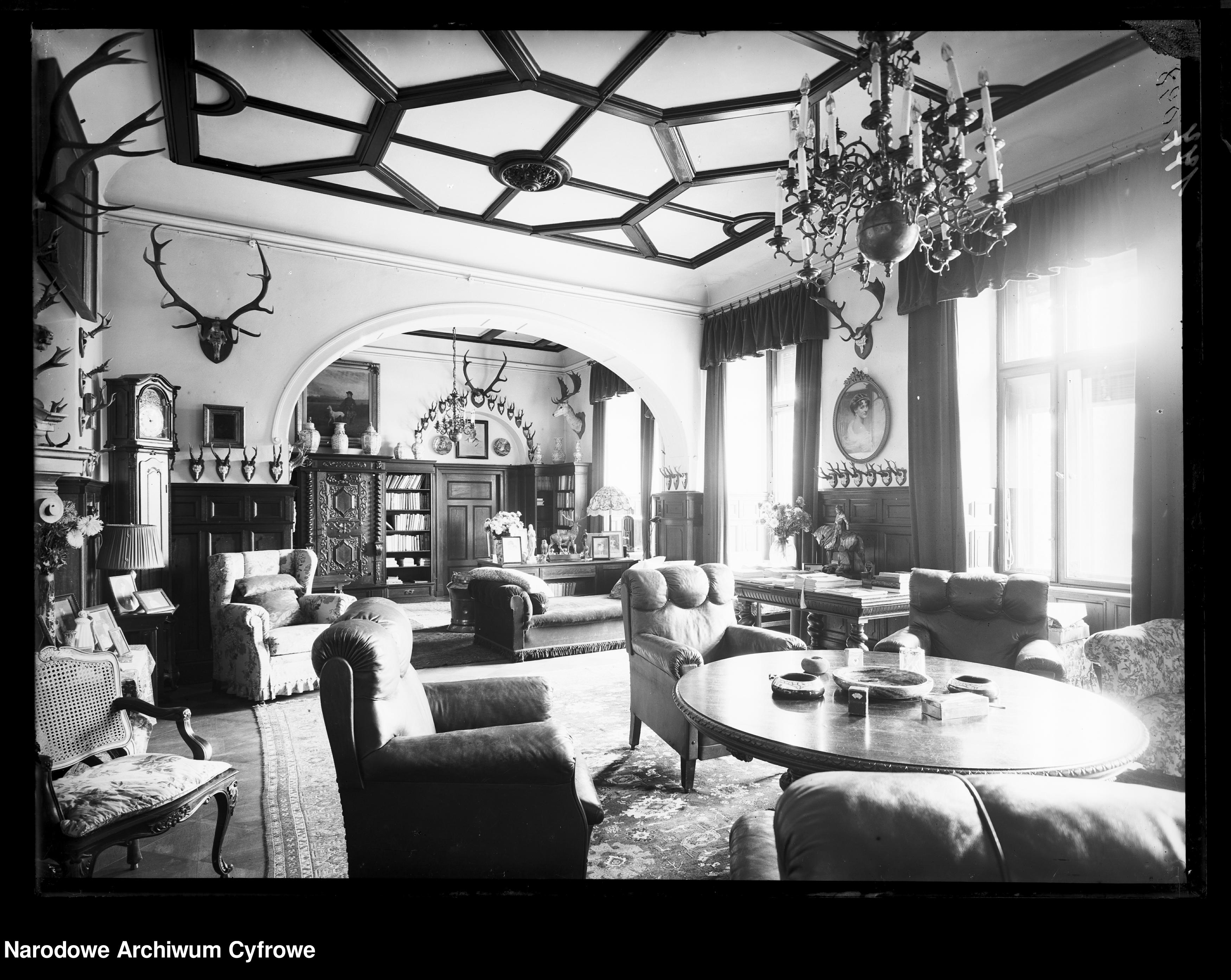
Innenansicht vor 1945
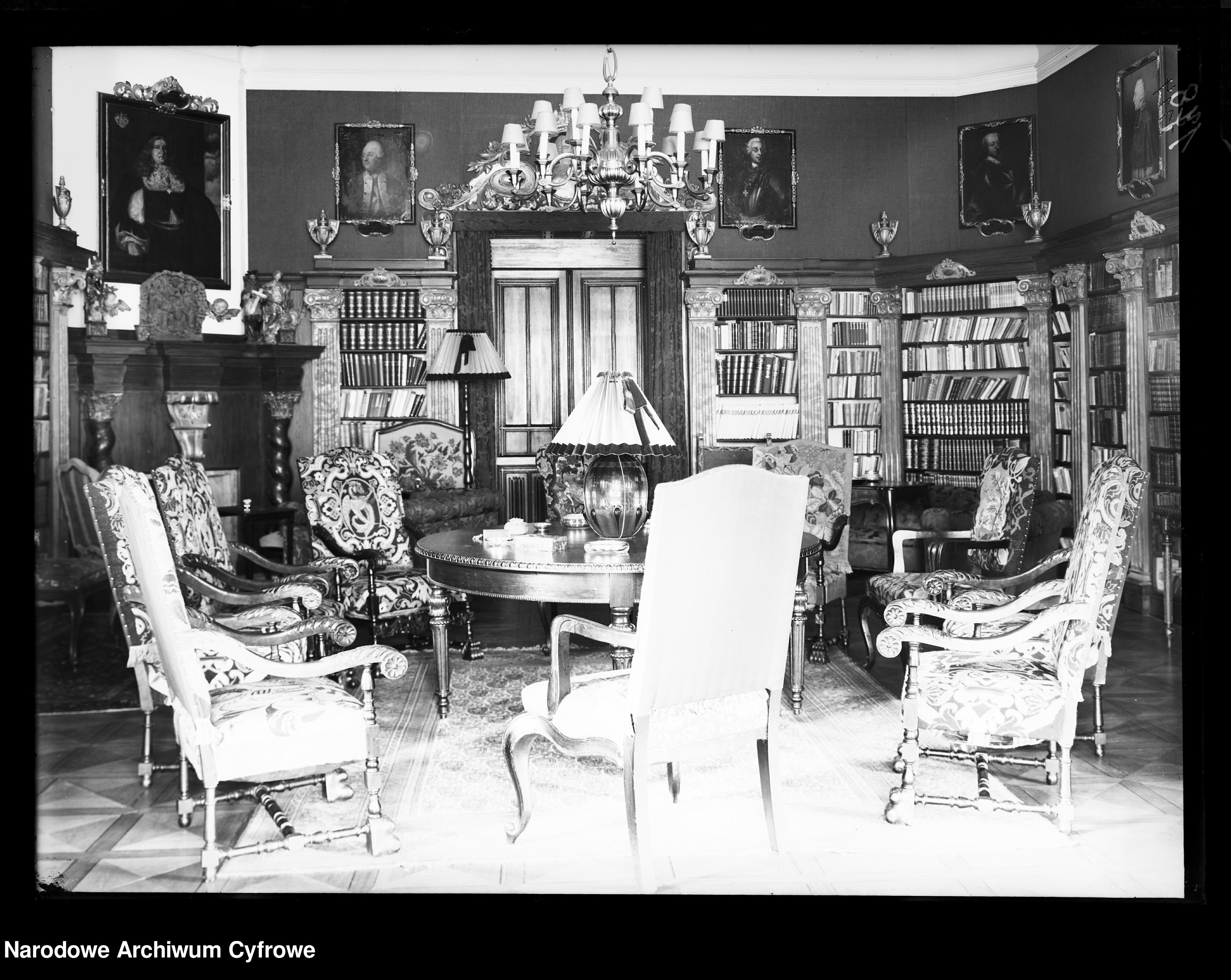
Innenaufnahme aus der Zwischenkriegszeit (1920–1940)
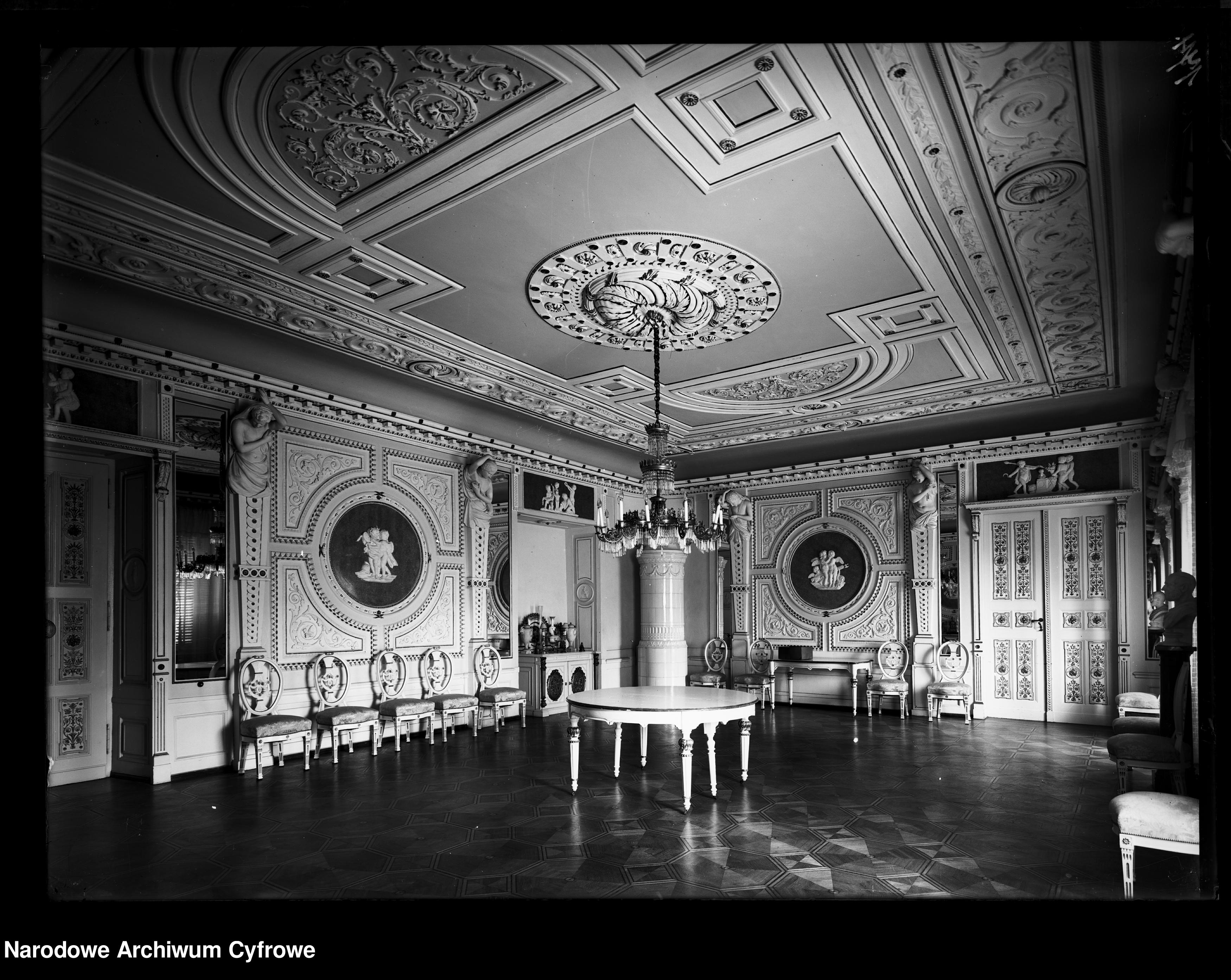
Innenansicht vor 1945

### Verfall seit 1958
Bis 1945 war Schloss Koppitz im Besitz eines Nachkommen der Erbauerin Johanna von Schaffgotsch, die 1910 gestorben war.
Die Wirren und Kampfhandlungen des Zweiten Weltkriegs überstand das Schloss ohne Schaden. Noch in der ersten Hälfte der 1950er Jahre wurden dort Ferienkolonien und Veranstaltungen für Kinder organisiert. Später wurde die Schlossanlage geplündert und im Jahre 1958 ging das Schloss in Flammen auf. Seitdem ist das Schlossgebäude und der Park durch ständigen Missbrauch und Vandalismus in einen äußerst ruinösen Zustand geraten.
Im Jahr 1990 verkaufte die Gemeinde Grodkow/Grottkau in der Hoffnung auf den versprochenen Wiederaufbau einem Krakauer Geschäftsmann für einen geringen Geldbetrag die Schlossruine; zusätzlich wurde Ratenzahlung bis 2015 eingeräumt. Der neue Eigentümer hielt sich aber nicht an sein Renovierungsversprechen; der Prozess der Verwüstung wurde in den 18 Jahren bis 2008 nur noch beschleunigt.

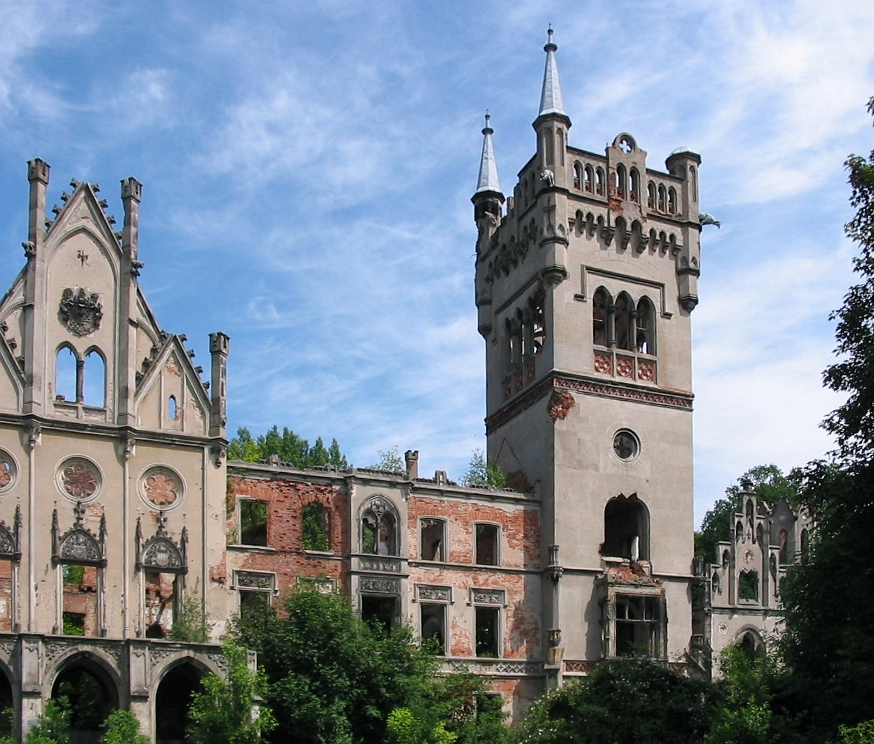
Ostseite des Schlosses – Zustand 2006
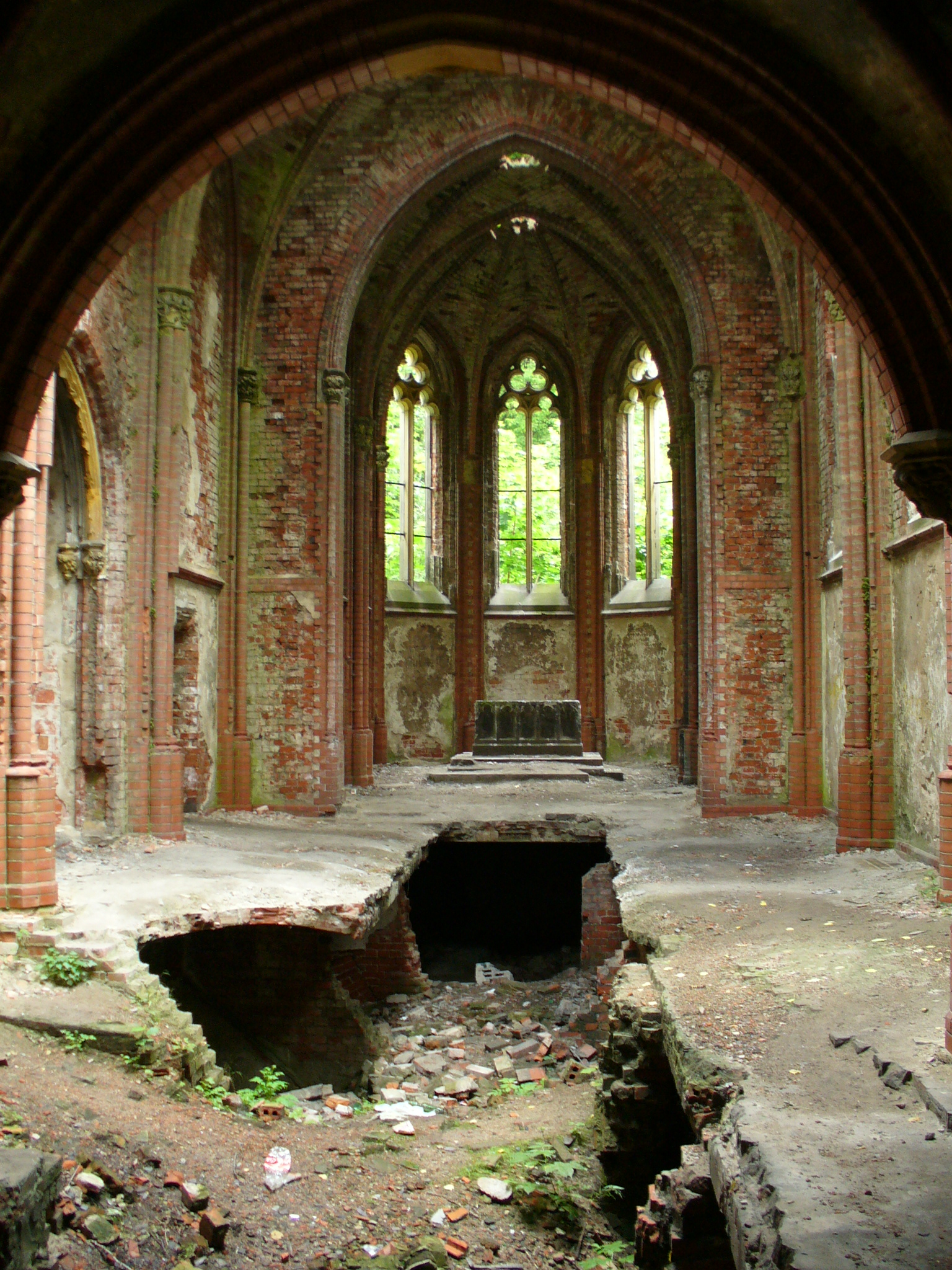
Verfallene Schlosskapelle (Innenansicht)
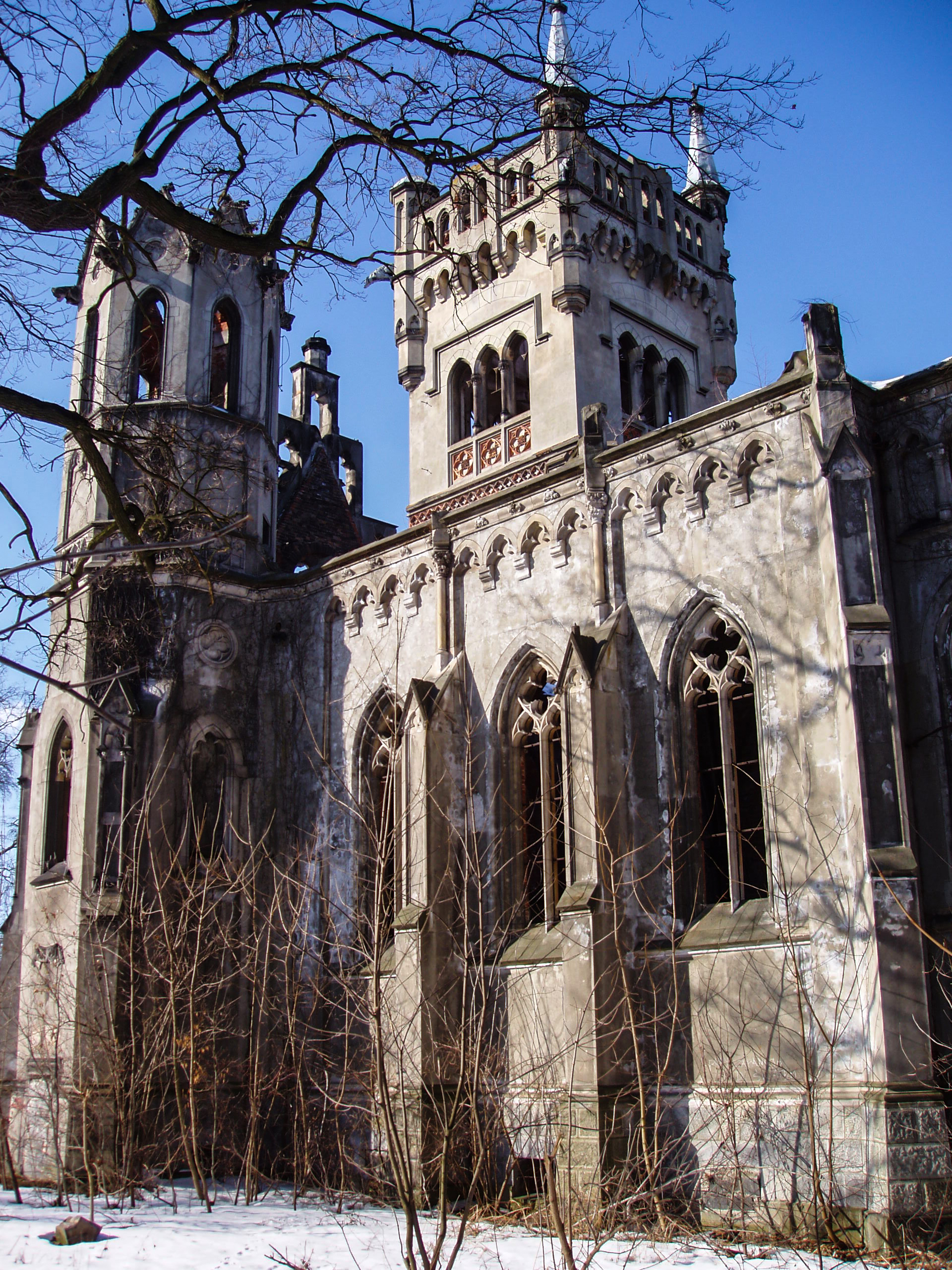
Schlosskapelle
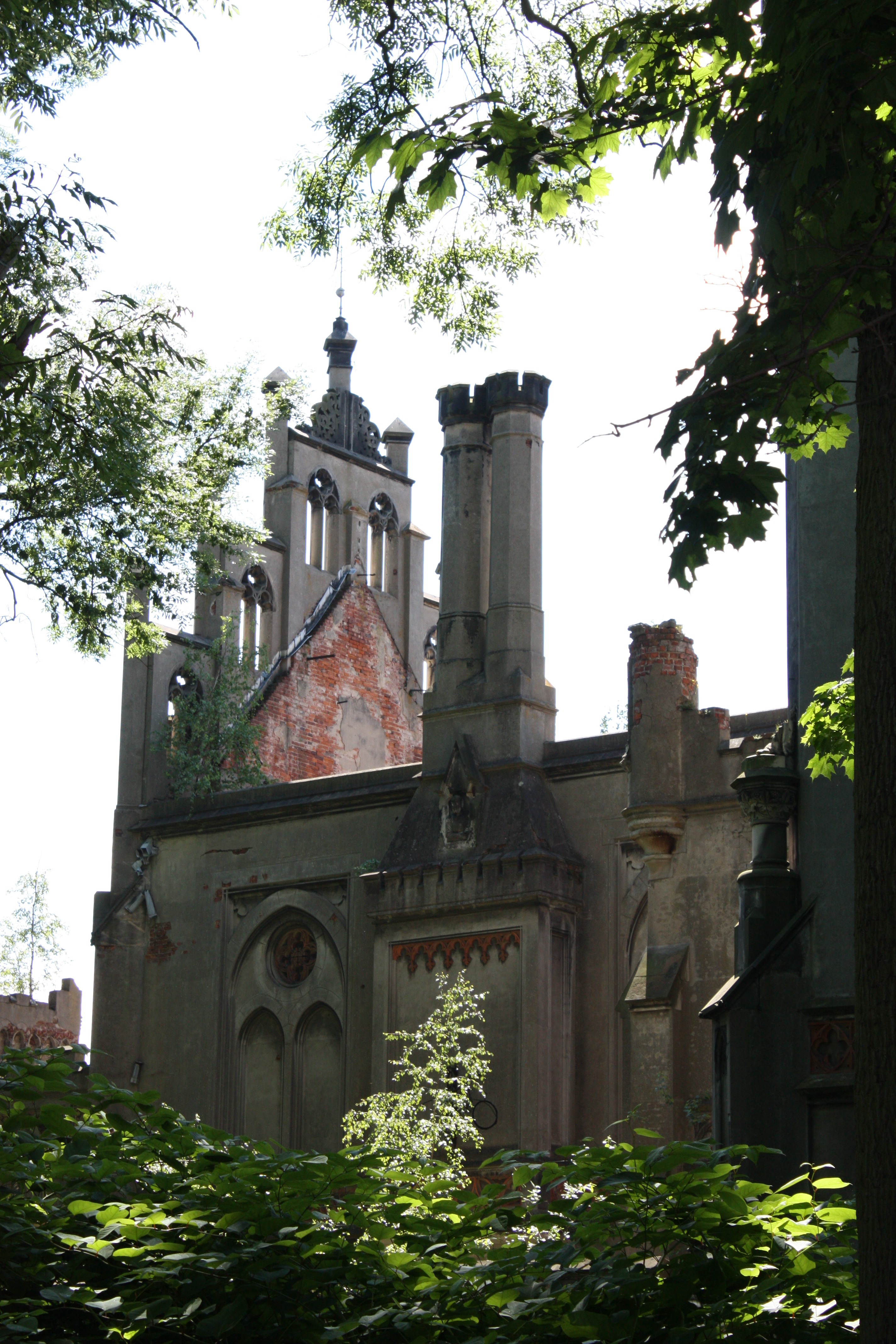
Eingestürztes Dach am Seitenflügel
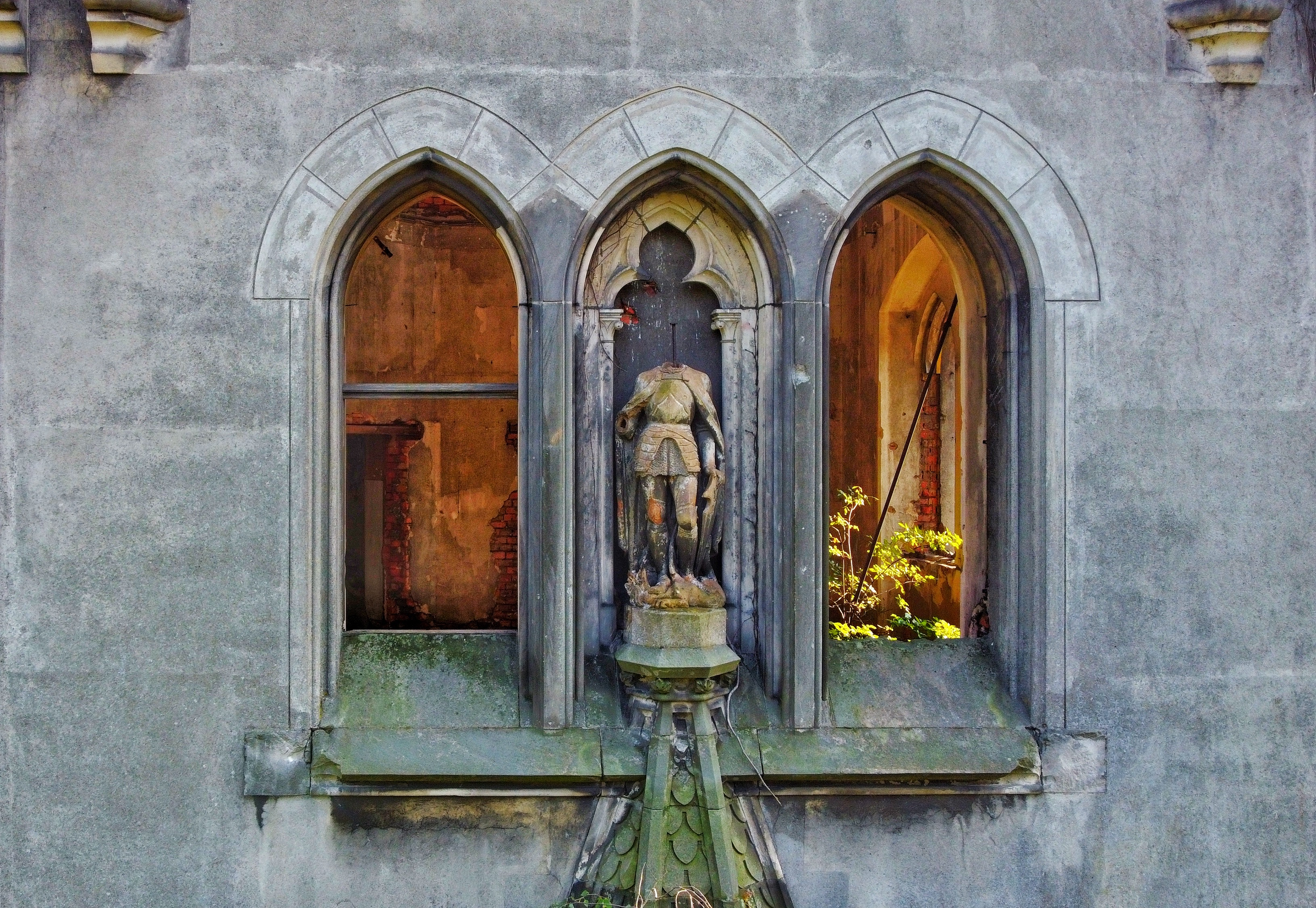
Verfallene Ornamente am Schloss

### Ungewisse Zukunft
Im Juni 2008 kaufte das Unternehmen ZARMEN aus Chorzów (Königshütte) die ruinöse Schlossanlage mit der erklärten Absicht, sie zu rekonstruieren. Aber erst im Herbst 2012 wurde mit den Renovierungsarbeiten begonnen.

### Geplantes Deutsch-Polnisches Museum
Nach unzähligen Besitzerwechseln und Versuchen, das Schloss zu restaurieren, wurde es Anfang 2017 von der Firma Globucor Luxembourg Polska übernommen. Diese plant die Einrichtung eines Deutsch-Polnischen Museums. Die Arbeiten sollen etwa sieben Jahre dauern.

## Beschreibung des Schlosses

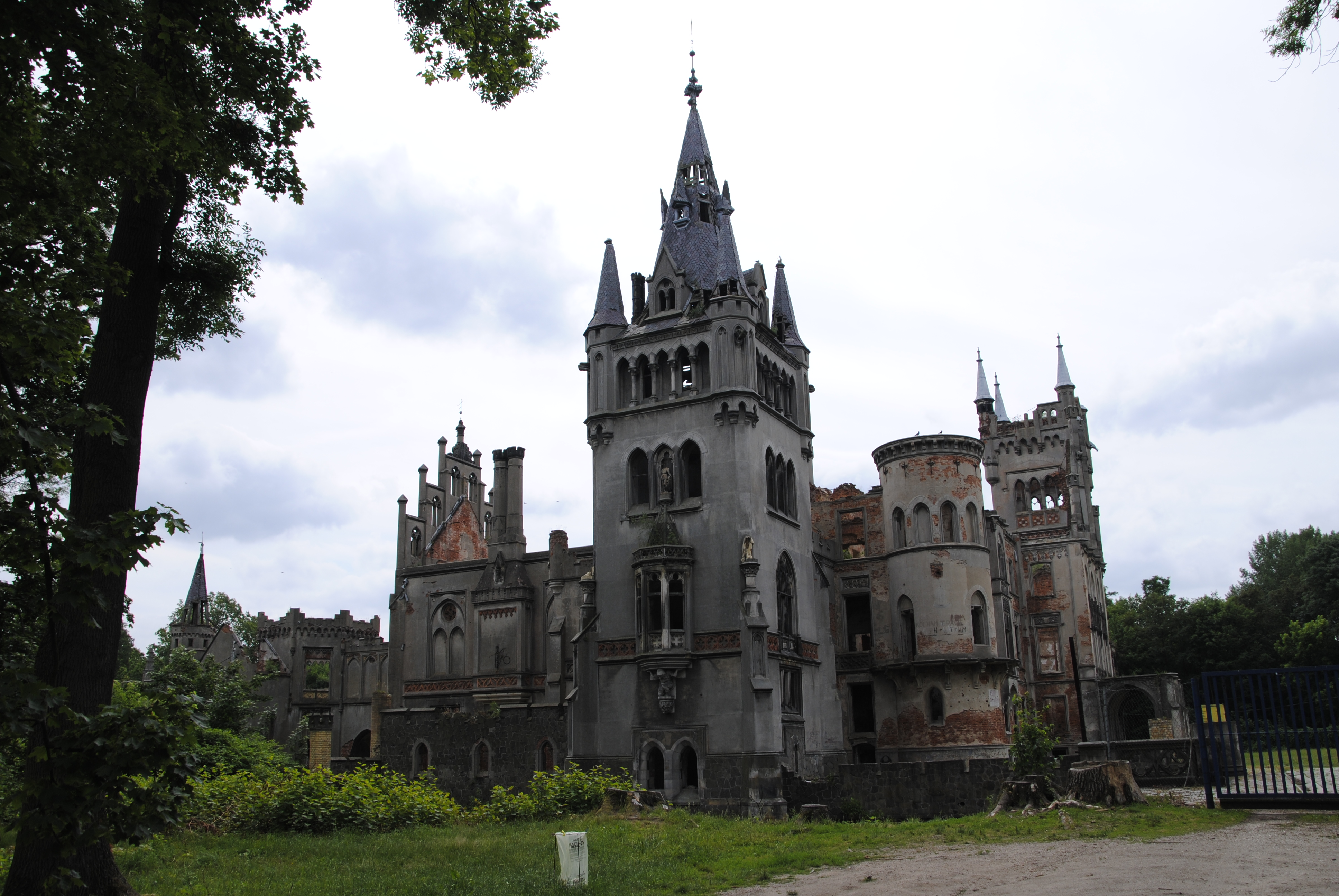
Nordseite des Schlosses

Das Ehepaar Johanna und Hans Ulrich von Schaffgotsch lebte ein halbes Jahrhundert in diesem Schloss und konnte dort im November 1908 die Goldene Hochzeit feiern. Der Gebäudekomplex hatte auf jeder Etage (einschließlich Keller) mehr als 50 Räume; es beherbergte eine hervorragende Sammlung von Skulpturen, Gemälden und Jagdtrophäen, eine Sammlung seltener Bücher und Rüstungen. Als Gäste verkehrten dort die angesehensten Mitglieder der europäischen Aristokratie, Fürsten und Barone, aber auch Künstler und Politiker.
Der dreistöckige zentrale Teil besaß einen betonten Haupteingang, der durch einen markanten Risalit mit Säulenhalle charakterisiert war. Zwei Türme ragten mit ihren Ecktürmchen und Verzierungen rechts und links des Haupthauses empor und der Gebäudekomplex war auf drei Seiten von einem Teich umgeben, so dass das Schloss fast wie eine Wasserburg wirkte. Von der nordwestlichen Seite erreichte man mittels einer steinernen Brücke über den sogenannten Burggraben das Schloss, das inmitten eines Teiches zu stehen schien.

## Parkanlage

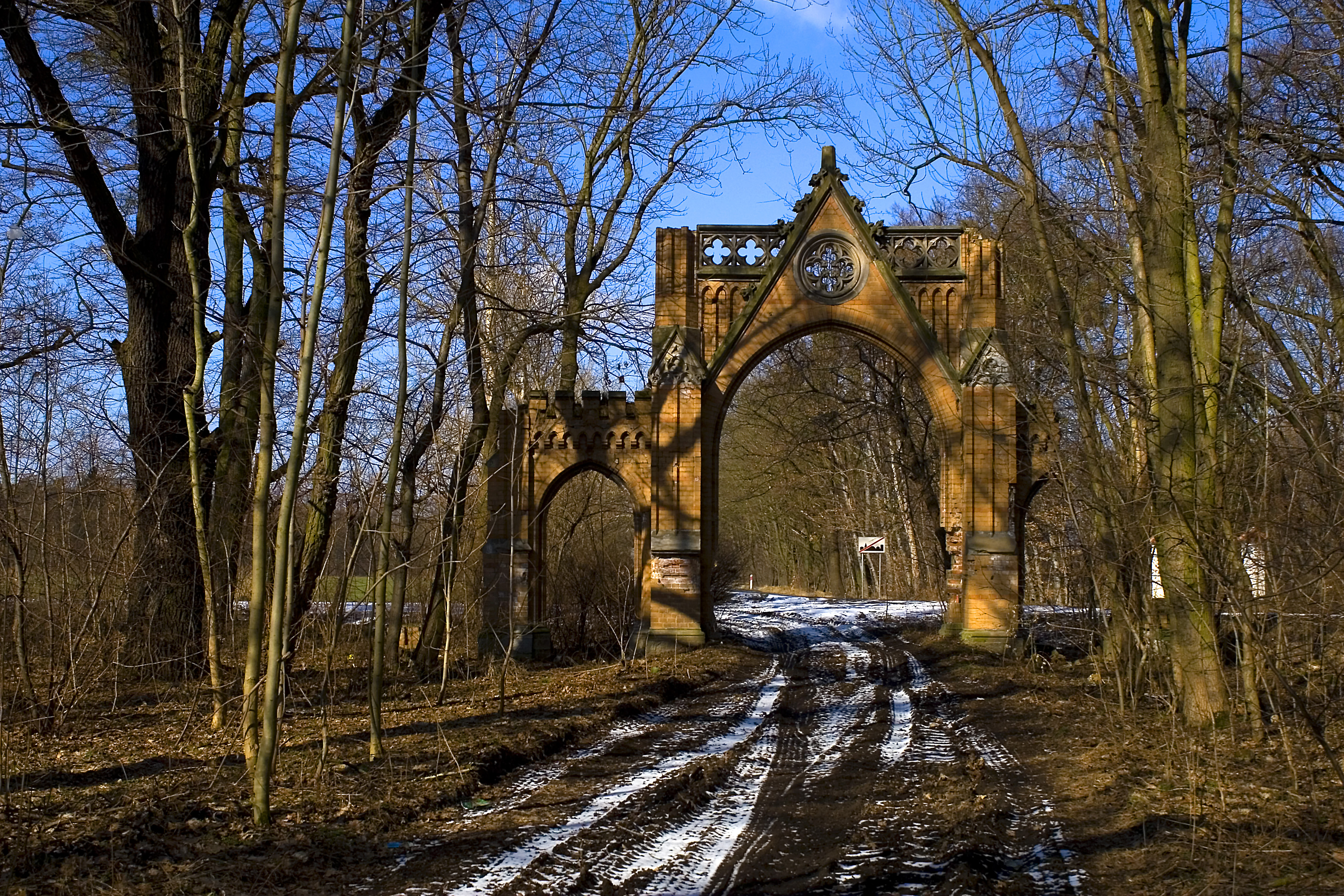
Tor zum Park des Schlosses heute

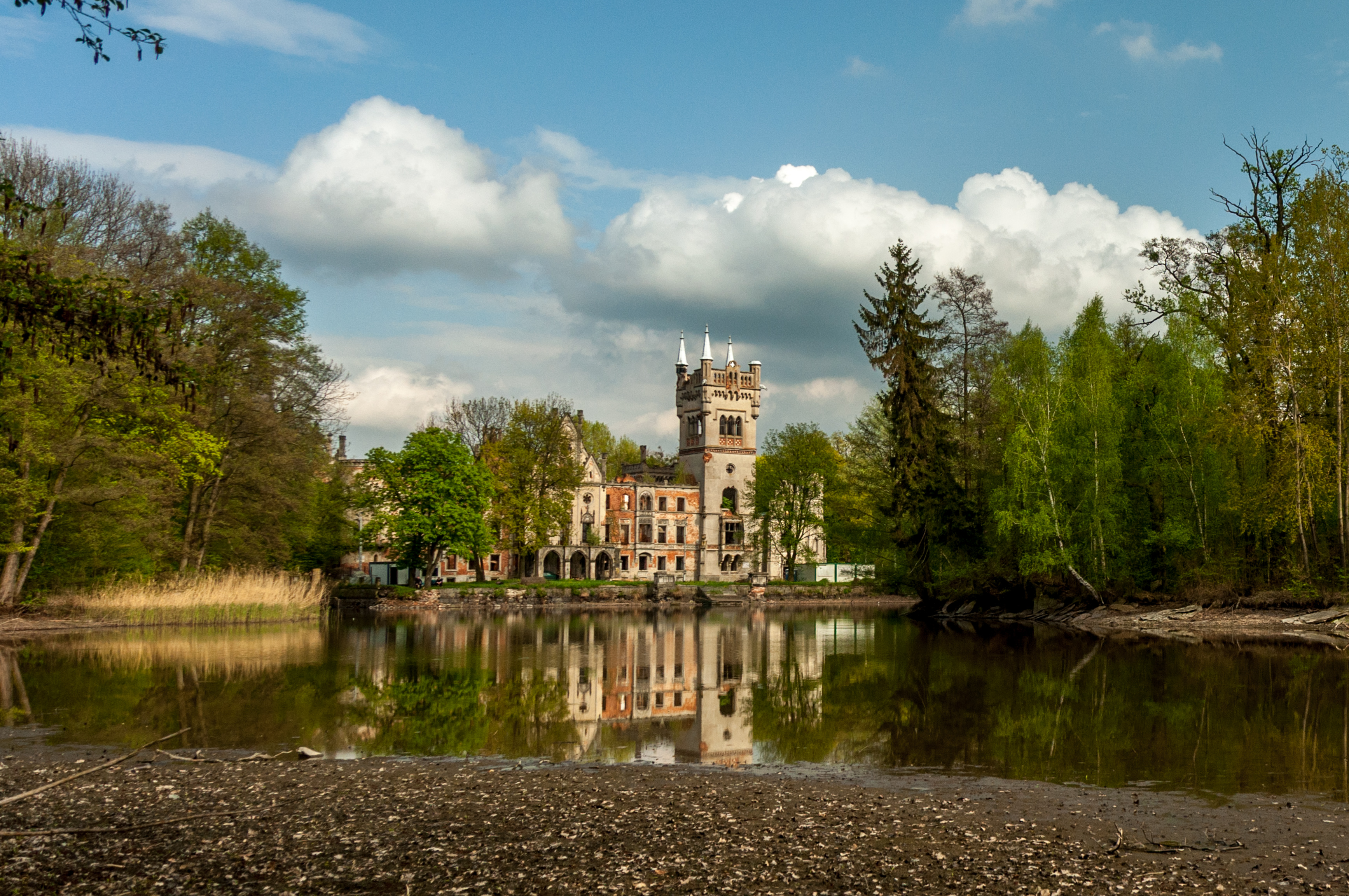
Die Schlossruine von der Gartenseite

Es war umgeben von einer sehr großen und weiträumigen Parkanlage mit vielen Skulpturen und Kunstwerken. Dieser große Landschaftspark im Englischen Stil, dessen Gründer und Betreuer der königliche Gartendirektor Georg Hempel war, war ebenfalls sehenswert. In der Nähe des Schlosses befanden sich Blumen- und Gemüsegärten, ein Obstgarten, eine Orangerie, ein Rosarium und ein Wintergarten. Tropenpflanzen und bunte Blumenkompositionen befanden sich vor dem Palasteingang. Im Park gab es hundertjährige Eichen, künstliche Ruinen eines Schlosses, einen sogenannten Mausturm, die Grabkapelle der Familie, einen Dianatempel, einen chinesischen Pavillon und verschiedene Lauben. Er wies originelle Springbrunnen auf und in ihm standen sehr viele lebensgroße Tier- und Menschenfiguren von Carl Kern. Sie sind heutzutage alle nicht mehr vorhanden.